# Balboa (moeda)
O balboa é a moeda oficial do Panamá, conjuntamente com o dólar dos Estados Unidos. Seu código ISO 4217 é PAB.
Denominada em homenagem ao conquistador espanhol, Vasco Núñez de Balboa, o balboa é ancorado ao Dólar americano / dólar estadunidense que tem curso legal no Panamá, com uma taxa de câmbio de 1:1 desde 1903, por isso balboas podem ser trocados por dólares no Panamá em qualquer momento a essa taxa paritária.
O balboa está dividido em 100 centésimos; as moedas modernas de 1, 5, 10, 25, e 50 centésimos têm o mesmo peso, dimensões e composição metálica das moedas estadunidenses de penny, nickel, dime, quarter e meio dólar respectivamente. O Banco Nacional do Panamá, em certas ocasiões, coloca moedas de 1 balboa em circulação, que têm as mesmas dimensões do dólar Eisenhower. As notas panamenhas em balboas não são impressas, só o foram por breve período em 1941, e não estão em circulação: para notas ou papel-moeda, o Panamá usa o dólar dos Estados Unidos.